# Canhoteiro
Canhoteiro, właśc. José Ribamar de Oliveira (ur. 24 września 1932 w Coroatás, zm. 16 sierpnia 1974 w São Paulo) – brazylijski piłkarz występujący podczas kariery na pozycji napastnika.

## Kariera klubowa
Piłkarską karierę Canhoteiro rozpoczął w Américe Rio de Janeiro, gdzie występował w latach 1949–1954. W 1954 przeszedł do São Paulo FC i grał w nim do 1963 roku. Podczas tego zdobył, jedyne znaczące trofeum w karierze, w postaci mistrzostwa stanu São Paulo – Campeonato Paulista w 1957 roku. W barwach klubu z São Paulo wystąpił w 415 meczach i strzelił 103 bramki. Karierę zakończył 1968 roku w klubie Araras.

## Kariera reprezentacyjna
W reprezentacji Brazylii Canhoteiro zadebiutował 17 listopada 1955 w zremisowanym 3-3 meczu z reprezentacją Paragwaju, którego stawką było Copa Oswaldo Cruz 1955. Był to udany debiut, gdyż Canhoteiro w 6 min. strzelił bramkę. W 1956 roku Canhoteiro uczestniczył w Copa América 1956, na której Brazylia zajęła czwarte miejsce. Na turnieju Canhoteiro wystąpił w czterech meczach z: Chile, Peru, Argentyną I Urugwajem. W 1958 roku był bliski wyjazdu na Mistrzostwa Świata. Ostatni raz w reprezentacji Canhoteiro wystąpił 20 września 1959 w wygranym 1-0 meczu z reprezentacją Chile, którego stawką było Copa O’Higgins 1959. Ogółem w reprezentacji Brazylii wystąpił 16 razy i strzelił bramkę.